# Oceanija (Tisuću devetsto osamdeset četvrta)
Oceanija (engl. Oceania) jedna je od triju fiktivnih svjetskih supersila u Orwellovu romanu Tisuću devetsto osamdeset četvrtoj, jedina u kojoj se odvija radnja. Njezin se teritorij sastoji od obiju Amerika (Sjeverne i Južne), Britanskog otočja, južnog dijela Afrike, Australije i Novog Zelanda. Njome vlada totalitarni režim na čelu s partijom i ingsocom. Država je u stalnom ratu s jednom ili objema suparničkim supersilama, Eurazijom i Istazijom, pri čemu iz ruke u ruku prelaze dijelovi Afrike, Indije, Indonezije i pacifičkih otoka.
Na temelju navoda u Goldsteinovoj knjizi Oceanija je nastala 1950-ih kada su SAD anektirale Ujedinjeno Kraljevstvo i države Latinske Amerike. Službeni jezik, odnosno lingua franca jest engleski, odnosno njegov posebni oblik poznat kao novogovor (engl. Newspeak).